# 란다우 문제
란다우 문제(Landau's problems)는 1912년 국제 수학자 대회에서 에드문트 란다우가 제시한 소수에 관한 네 가지 문제들이다.

## 문제
네 가지 문제는 다음과 같다.
1. 골드바흐의 추측: 2보다 큰 모든 짝수는 두 소수의 합으로 쓸 수 있는가?
2. 쌍둥이 소수 추측: {\displaystyle p+2}가 소수인 소수 {\displaystyle p}가 무한히 존재하는가?
3. 르장드르의 추측: 연속하는 두 자연수의 제곱 사이에는 항상 소수가 존재하는가?
4. {\displaystyle p-1}이 제곱수인 소수 {\displaystyle p}가 무한히 존재하는가? 다시 말해, {\displaystyle n^{2}+{1}}꼴의 소수가 무한히 존재하는가?

2025년 1월 16일 기준, 네 문제 모두 미해결 상태이다.

## 진행 상황

### 골드바흐의 추측
1937년에 이반 비노그라도프가 약한 골드바흐의 추측이 충분히 큰 홀수에 대해 성립함을 증명하였고, 2013년에 하랄드 헬프콧은 5보다 큰 모든 홀수에 대해 약한 추측이 성립함을 검증하였다. 약한 골드바흐의 추측은 '5보다 큰 모든 홀수는 세 소수의 합으로 표현할 수 있다'는 추측으로, 강한 골드바흐의 추측은 아직 증명되지 않았지만 약한 골드바흐의 추측을 함의한다.
1937년, 천징룬은 충분히 큰 {\displaystyle n}에 대해서, 소수 {\displaystyle p}와 소수 또는 반소수인 {\displaystyle q}에 대해 {\displaystyle 2n=p+q}가 성립한다는 천의 정리를 증명하였다. 몽고메리(Montgomery)와 본(Vaughan)은 예외적인 수(두 소수의 합으로 표현할 수 없는 짝수)의 점근밀도가 0임을 증명하였다. 핀츠(Pintz)는 충분히 큰 {\displaystyle x}에 대해 예외적인 수들이 {\displaystyle E(x)<x^{0.72}}를 만족함을 증명하였다.
2015년, 토모히로 야마다는 {\displaystyle e^{e^{36}}\approx 1.7\cdot 10^{1872344071119348}} 이상의 모든 짝수가 소수와 소수 또는 반소수의 합임을 증명하였다.

### 쌍둥이 소수 추측
장이탕은 7천만 이하의 간격을 가진 소수쌍이 무한히 많음을 증명하였으며, 이 간격은 폴리매스 프로젝트의 공동 노력으로 246까지 향상되었다. 일반화된 Elliott–Halberstam 추측에 의해 간격은 6까지 개선되었다.
천징룬은 {\displaystyle p+2}가 소수 또는 반소수인 소수 {\displaystyle p}(Chen prime이라 부른다.)가 무한히 많음을 증명하였다.

### 르장드르의 추측
르장드르 추측은 소수 {\displaystyle p}에 대해 다음 소수와의 간격이 {\displaystyle 2{\sqrt {p}}}보다 작음을 증명하면 해결된다. {\displaystyle 4\times 10^{18}} 이하의 수에 대해서는 르장드르 추측이 성립하며, {\displaystyle 10^{18}} 근처에서 반례가 생기기 위해서는 평균 간격의 5천만 배정도가 필요하다. Matomäki는 다음 식에 대하여 최대 {\displaystyle x^{1/6}}개의 예외적인 소수(간격이 {\displaystyle {\sqrt {2p}}}보다 큰 소수)가 존재한다고 증명하였다.
{\displaystyle \sum _{\stackrel {p_{n+1}-p_{n}>x^{1/2}}{x\leq p_{n}\leq 2x}}p_{n+1}-p_{n}\ll x^{2/3}.}
Ingham은 충분히 큰 {\displaystyle n}에 대해 {\displaystyle n^{3}}과 {\displaystyle (n+1)^{3}} 사이에 항상 소수가 존재함을 증명하였다.

### n2+1{\displaystyle n^{2}+1}꼴 소수
란다우의 네 번째 문제는 부냐콥스키 추측 또는 Bateman-Horn 추측이 참일 경우 저절로 증명되며, 2020년 기준 미해결 상태이다.
{\displaystyle n^{2}+1}꼴 소수의 예로는 페르마 소수가 있으며, Henryk Iwaniec는 최대 두 개의 소인수를 가지는 {\displaystyle n^{2}+1}꼴의 수가 무한히 많음을 증명하였다. Nesmith Ankeny는 Hecke 특성을 가지는 L-함수에 대한 확장된 리만 가설을 가정할 때 {\displaystyle y=O(\log x)}를 만족하는 {\displaystyle x^{2}+y^{2}}꼴의 소수가 무한히 많음을 증명하였다. 란다우의 네 번째 문제는 {\displaystyle y=1}인 경우이다.
Merikoski는 가장 큰 소인수가 {\displaystyle n^{1.279}} 이상인 {\displaystyle n^{2}+1}꼴의 수가 무한히 많음을 증명하였다. 지수가 2인 경우 란다우 추측이 된다.

## 같이 보기
- 수학에서 해결되지 않은 문제 목록
- 밀레니엄 문제
- 힐베르트 문제
- 소수